# Onthobium lerati
Onthobium lerati är en skalbaggsart som beskrevs av Renaud Maurice Adrien Paulian 1935. Onthobium lerati ingår i släktet Onthobium och familjen bladhorningar.
Artens utbredningsområde är Nya Kaledonien. Inga underarter finns listade i Catalogue of Life.